# Sergej Novikov (biatlonista)
Sergej Novikov (* 27. dubna 1979 Čavusy) je bývalý běloruský biatlonista a stříbrný olympijský medailista ze zimních olympijských hrách ve Vancouveru, když obsadil ve vytrvalostním závodě shodně druhé místo s Norem Bjørndalenem.